# Creodiplodina fusispora
Creodiplodina fusispora är en svampart som beskrevs av Petr. 1957. Creodiplodina fusispora ingår i släktet Creodiplodina, divisionen sporsäcksvampar och riket svampar.   Inga underarter finns listade i Catalogue of Life.